# Windmühle Goldberg

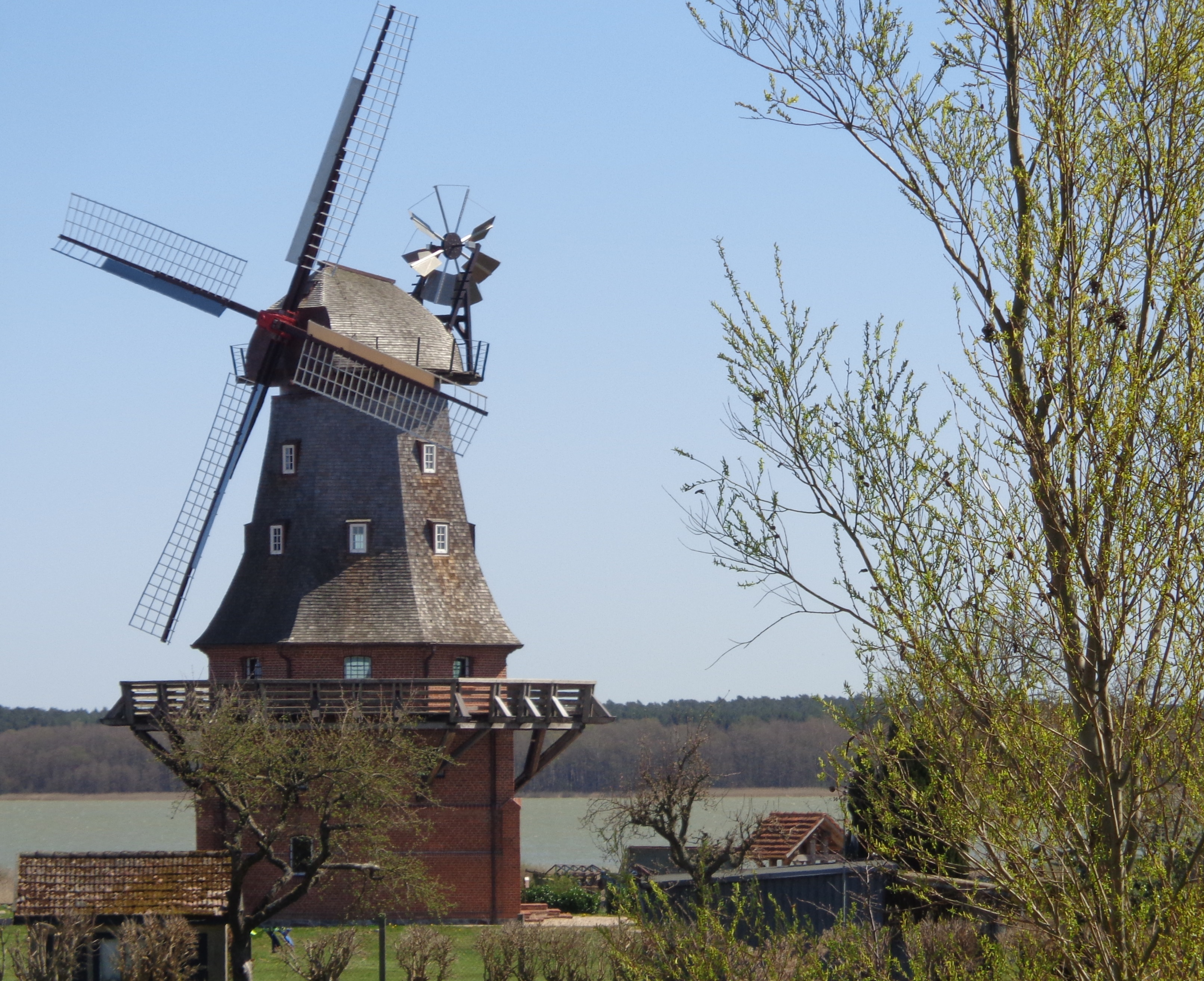
Windmühle

Die Windmühle Goldberg in Goldberg (Mecklenburg-Vorpommern), Werderstraße, früher auch Pierstorfer Mühle genannt, wurde 1863 auf einer Anhöhe außerhalb der Stadt beim Goldberger See gebaut.
Das Gebäude steht unter Denkmalschutz.

## Geschichte
Die Stadt Goldberg mit 3392 Einwohnern (2020) wurde 1227 erstmals als Gols erwähnt und erhielt 1248 das Stadtrecht (civis). 
1450 verpfändete Herzog Gerhard „Hof und Mühle“ an den Ritter Ulrich von Metzingen. 1715 wurde ein neues Wasserrad für das Mühlwerk gebaut. 1904 brannte der Hof ab, die Wassermühle blieb erhalten.
Die fünfgeschossige Windmühle von 1863 ist ein Galerieholländer auf dem Mauerwerk einer Vorgängermühle. 1924 erfolgte ein Umbau, der von der Mühlenbauanstalt Amme, Giesecke & Konegen ausgeführt wurde. Sie wurde bis 1953 mit Wind betrieben und anschließend bis 1960 mit Elektromotor. Danach verfiel die Mühle und die Stadt Goldberg erwarb und entkernte sie, um eine Gaststätte einzurichten. Der Bau verfiel aber weiterhin erheblich.
2005 wurde das leere Gebäude von einer Familie erworben, die bis 2008/10 die Mühle sanierte und innen umbaute und dabei Haube, Galerie, Flügelkreuz und Windrose erneuerte.
Innen wurden Ferienwohnungen erstellt.